# 建部伊賀麻呂
建部伊賀麻呂（たけるべのいがまろ、生没年不明）は、8世紀の日本にいた人物である。姓（カバネ）ははじめ公、766年に朝臣。同年に近江国志賀団の大毅で、位階は少初位上であった。

## 解説
『続日本紀』の天平神護2年（766年）7月26日条に、近江国志賀団大毅少初位上建部公伊賀麻呂が、姓朝臣を賜ったとだけある。
志賀団は滋賀郡に所在した軍団で、大毅はその長である。大毅は地元の有力者が任じられる職であるから、伊賀麻呂の出身地はこの周辺である。滋賀郡は現在の滋賀県大津市にあたり、建部神社（建部大社）の存在も建部氏の居住の証となる。
建部氏では2年前の天平宝字8年（764年）10月28日に、建部人上ら15人がやはり公から朝臣になっていた。伊賀麻呂はこの賜姓に続いたものである。